# Elliot Minor
Elliot Minor (dawniej: The Academy) – brytyjski zespół z Yorku. Ich muzyka to mieszanka rocka oraz klasyki.

## Historia
W 2000 Alex Davies oraz Ed Minton założyli szkolny zespół w Uppingham. Później do duetu dołączył Dan Hetherton, a zespół przybrał nazwę The Academy a później Elliot Minor.
W październiku 2006 roku, grupa poleciała do Los Angeles by nagrać swój pierwszy singiel pod tytułem Parallell Worlds, który miał premierę w marcu 2007. 14 kwietnia 2008 zespół wydał swój pierwszy album zatytułowany Elliot Minor, który dotarł do czołówki list przebojów w Wielkiej Brytanii.

## Skład
- Alex Davies – wokal, gitara

- Edward Minton – wokal, gitara
- Daniel Hetherton – perkusja, chórki
- Allistar Paul – instrumenty klawiszowe
- Edward Hetherton – gitara basowa

## Dyskografia

### Albumy
| Data             | Tytuł        | UK | UK Indie |
| ---------------- | ------------ | -- | -------- |
| 14 kwietnia 2008 | Elliot Minor | 6  | N/A      |

### Single
| Data                 | Tytuł                      | Album        | UK | UK Indie |
| -------------------- | -------------------------- | ------------ | -- | -------- |
| 9 kwietnia 2007      | Parallel Worlds            | Elliot Minor | 31 | 1        |
| 6 sierpnia 2007      | Jessica                    | Elliot Minor | 19 | 1        |
| 29 października 2007 | The Whit One Is Evil       | Elliot Minor | 27 | N/A      |
| 28 stycznia 2008     | Still Figuring Out         | Elliot Minor | 17 | N/A      |
| 7 kwietnia 2008      | Parallel Worlds (reedycja) | Elliot Minor | 22 | N/A      |
| 28 czerwca 2008      | Time After Time            | Elliot Minor | 47 | N/A      |